# Eratoneura severini
Eratoneura severini är en insektsart som först beskrevs av Knull 1949.  Eratoneura severini ingår i släktet Eratoneura och familjen dvärgstritar. Inga underarter finns listade i Catalogue of Life.